# Ata Kandó
Ata Kandó (geboren am 17. September 1913 in Budapest als Etelka Görög; gestorben am 14. September 2017 in den Niederlanden) war eine niederländische Fotografin ungarischer Abstammung. Sie fotografierte Kinder, Mode, Flüchtlinge, die indigene Bevölkerung des Amazonas-Gebietes und peruanische Walfänger. Sie publizierte unter anderem in National Geographic und erhielt mehrere Auszeichnungen. 2017 würdigte das Niederländische Fotomuseum in Rotterdam sie mit der Retrospektive Ata Kandó/I Shall Use My Time.

## Auszeichnungen
- 1959: Silbermedaille für Modefotografie, München
- 1991: Pro Cultura Hungarica
- 1998: Imre Nagy Preis
- 1998: Gerechte unter den Völkern[2]
- 1999: Hungarian Photographers Association Lifetime Achievement Award